# Quercus diosdadoi
Quercus diosdadoi är en bokväxtart som beskrevs av Francisco María Vázquez och Al. Quercus diosdadoi ingår i släktet ekar, och familjen bokväxter.
Artens utbredningsområde är Spanien. Inga underarter finns listade.